# Krypy (Liw)
Pour les articles homonymes, voir Krypy.
Krypy (prononciation : [ˈkrɨpɨ]) est un village polonais situé dans la gmina de Liw dans le powiat de Węgrów et en voïvodie de Mazovie dans le centre-est de la Pologne.
Ce village se trouve à environ 9 kilomètres au sud de Węgrów (chef-lieu du powiat) et à 71 kilomètres à l'est de Varsovie (capitale de la Pologne).

## Histoire
De 1975 à 1998, le village appartenait administrativement à la voïvodie de Siedlce.